# 立陶宛议会
立陶宛共和国议会是立陶宛的国家立法机构。立陶宛共和国议会共有141名议员，每届任期4年。71名议员按选区产生，另外70名由全国投票以比例代表制产生。一个政党需达到5%的得票比例门槛，政党联盟需达7%，方可进入议会。
議會選舉獲勝的黨派負責組建政府，出任總理，政府對議會負責。立陶宛總理、憲法法院院長、最高法院院長、總檢察長等人選由總統提名，並經議會批准。
立陶宛议会的歷史可以追溯至立陶宛大公國國會，波蘭立陶宛聯邦國會，以及戰間期的立陶宛國會。立陶宛復國後的第一屆國會在1992年召開。
本屆議會為第十四屆立陶宛議會，任期由2024年至2028年，議長為前總理紹柳斯·斯克韋爾內利斯。